# اسرعوا غدا
اسرعوا غدا (Hurry Up Tomorrow ) هو السادس  من البومات استديو للمغني وكاتب الأغاني الكندي the Weeknd . تم إصداره من خلال XO و Republic Records في 31 يناير/ كانون الثاني  2025. يحتوي الألبوم غناء ضيوف من أنيتا ، وبلايبوي كارتي ، وترافيس سكوت ، وفيوتشر ، ولانا ديل راي .   كان الإنتاج بشكل أساسي من قبل The Weeknd و Mike Dean ، إلى العديد من الآخرين، بما في ذلك المتعاونين السابقين  منهم DaHeala و Metro Boomin و Max Martin وOscar Holter وOneohtrix Point Never و Cirkut و Tommy "TBHits" Brown . Hurry Up Tomorrow هو ألبوم فني نوع  الموسيقى بوب و R&B .  
تم دعم أغنية Hurry Up Tomorrow بثلاث أغاني فردية وهي " Timeless "، و" São Paulo "، و" Cry for Me ". وسوف تدعم الألبوم أيضًا بفيلم الإثارة النفسية القادم الذي يحمل نفس الاسم . يعد ذبك الألبوم بمثابة المشروع الأخير تحت اسم The Weeknd ، وهو أيضًا الجزء الأخير من الألبومات الثلاثة ، بعد After Hours (2020) و Dawn FM (2022)؛ يتم حاليًا دعم الثلاث الألبومات بأكملها من خلال After Hours til Dawn . حصل الألبوم على تأييد عالمي لإنتاجه، ونص الأغاني، والأداء الصوتي، وحتى وصل إلى الانتهاء وذلك من  بداية الشريط الأغاني الأول لـ Weeknd، House of Balloons (2011). تم تسميتها بـ "النهاية القوية" لكل من التغير البديلة لـ Weeknd والثلاثية. 